# HGTV (Polen)
HGTV (auch: HGTV Home & Garden) ist ein Renovierungs- und Gartensender von TVN. Der Sender startete am 7. Januar 2017.

## Geschichte
Wegen geringen Einschaltquoten des Wettersenders TVN Meteo änderte dieser 2015 seinen Namen in den Fitnesssender TVN Meteo Active. Anschließend startete am 7. Januar 2017 der Sender HGTV, auf den Frequenzen von TVN Meteo Active. Am selben Tag ist eine HD-Auflösung gestartet.